# Gymnastik vid olympiska sommarspelen 1956
Gymnastiken vid de olympiska sommarspelen 1956 i Melbourne bestod av 15 grenar fördelade på två olika discipliner i artistisk gymnastik, som avgjordes i Melbourne Cricket Ground.

## Medaljörer

### Herrar
| Event                   | Guld                                                                                                   | Silver                                                                                       | Brons |
| Mångkamp, lag detaljer  | Sovjetunionen Albert Azarjan Viktor Tjukarin Valentin Muratov Boris Sjachlin Pavel Stolbov Jurij Titov | Japan Nobuyuki Aihara Akira Kono Masami Kubota Takashi Ono Masao Takemoto Shinsaku Tsukawaki | Finland Raimo Heinonen Olavi Laimuvirta Onni Lappalainen Berndt Lindfors Martti Mansikka Kalevi Suoniemi |
| Mångkamp, ind. detaljer | Viktor Tjukarin Sovjetunionen                                                                          | Takashi Ono Japan                                                                            | Jurij Titov Sovjetunionen                                                                                |
| Fristående detaljer     | Valentin Muratov Sovjetunionen                                                                         | Nobuyuki Aihara Japan                                                                        | Ingen utsedd                                                                                             |
| Fristående detaljer     | Valentin Muratov Sovjetunionen                                                                         | William Thoresson Sverige                                                                    | Ingen utsedd                                                                                             |
| Fristående detaljer     | Valentin Muratov Sovjetunionen                                                                         | Viktor Tjukarin Sovjetunionen                                                                | Ingen utsedd                                                                                             |
| Bygelhäst detaljer      | Boris Sjachlin Sovjetunionen                                                                           | Takashi Ono Japan                                                                            | Viktor Tjukarin Sovjetunionen                                                                            |
| Ringar detaljer         | Albert Azarjan Sovjetunionen                                                                           | Valentin Muratov Sovjetunionen                                                               | Masao Takemoto Japan                                                                                     |
| Ringar detaljer         | Albert Azarjan Sovjetunionen                                                                           | Valentin Muratov Sovjetunionen                                                               | Masumi Kubota Japan                                                                                      |
| Hopp detaljer           | Helmut Bantz Tysklands förenade lag                                                                    | Ingen utsedd                                                                                 | Jurij Titov Sovjetunionen                                                                                |
| Hopp detaljer           | Valentin Muratov Sovjetunionen                                                                         | Ingen utsedd                                                                                 | Jurij Titov Sovjetunionen                                                                                |
| Barr detaljer           | Viktor Tjukarin Sovjetunionen                                                                          | Masumi Kubota Japan                                                                          | Takashi Ono Japan                                                                                        |
| Barr detaljer           | Viktor Tjukarin Sovjetunionen                                                                          | Masumi Kubota Japan                                                                          | Masao Takemoto Japan                                                                                     |
| Räck detaljer           | Takashi Ono Japan                                                                                      | Jurij Titov Sovjetunionen                                                                    | Masao Takemoto Japan                                                                                     |

### Damer
| Event                          | Guld | Silver | Brons |
| Mångkamp, lag detaljer         | Sovjetunionen Polina Astachova Ludmila Egorova Lidia Kalinina Larissa Latynina Tamara Manina Sofia Muratova    | Ungern Andrea Molnár-Bodó Erzsébet Gulyás-Köteles Ágnes Keleti Alice Kertész Margit Korondi Olga Lemhényi-Tass | Rumänien Georgeta Hurmuzachi Sonia Iovan Elena Leuşteanu Elena Mărgărit Elena Săcălici Emilia Vătăşoiu                 |
| Portabla redskap, lag detaljer | Ungern Andrea Molnár-Bodó Erzsébet Gulyás-Köteles Ágnes Keleti Alice Kertész Margit Korondi Olga Lemhényi-Tass | Sverige Karin Lindberg Ann-Sofi Colling Eva Rönström Evy Berggren Doris Hedberg Maude Karlén                   | Sovjetunionen Polina Astachova Ludmila Egorova Lidia Kalinina Larissa Latynina Tamara Manina Sofia Muratova            |
| Portabla redskap, lag detaljer | Ungern Andrea Molnár-Bodó Erzsébet Gulyás-Köteles Ágnes Keleti Alice Kertész Margit Korondi Olga Lemhényi-Tass | Sverige Karin Lindberg Ann-Sofi Colling Eva Rönström Evy Berggren Doris Hedberg Maude Karlén                   | Polen Helena Rakoczy Natalia Kot Danuta Nowak-Stachow Dorota Horzonek-Jokiel Barbara Wilk-Ślizowska Lidia Szczerbińska |
| Mångkamp, ind. detaljer        | Larissa Latynina Sovjetunionen                                                                                 | Ágnes Keleti Ungern                                                                                            | Sofia Muratova Sovjetunionen                                                                                           |
| Hopp detaljer                  | Larissa Latynina Sovjetunionen                                                                                 | Tamara Manina Sovjetunionen                                                                                    | Olga Lemhényi-Tass Ungern                                                                                              |
| Hopp detaljer                  | Larissa Latynina Sovjetunionen                                                                                 | Tamara Manina Sovjetunionen                                                                                    | Ann-Sofi Colling Sverige                                                                                               |
| Barr detaljer                  | Ágnes Keleti Ungern                                                                                            | Larissa Latynina Sovjetunionen                                                                                 | Sofia Muratova Sovjetunionen                                                                                           |
| Bom detaljer                   | Ágnes Keleti Ungern                                                                                            | Eva Bosáková Tjeckoslovakien                                                                                   | Ingen utsedd |
| Bom detaljer                   | Ágnes Keleti Ungern                                                                                            | Tamara Manina Sovjetunionen                                                                                    | Ingen utsedd |
| Fristående detaljer            | Ágnes Keleti Ungern                                                                                            | Ingen utsedd                                                                                                   | Elena Leuşteanu Rumänien                                                                                               |
| Fristående detaljer            | Larissa Latynina Sovjetunionen                                                                                 | Ingen utsedd                                                                                                   | Elena Leuşteanu Rumänien                                                                                               |

## Medaljtabell
| Pl. | Nation                 | Guld | Silver | Brons | Totalt |
| --- | ---------------------- | ---- | ------ | ----- | ------ |
| 1   | Sovjetunionen          | 11   | 6      | 6     | 23     |
| 2   | Ungern                 | 4    | 2      | 1     | 7      |
| 3   | Japan                  | 1    | 5      | 5     | 11     |
| 4   | Tysklands förenade lag | 1    | 0      | 0     | 1      |
| 5   | Sverige                | 0    | 2      | 1     | 3      |
| 6   | Tjeckoslovakien        | 0    | 1      | 0     | 1      |
| 7   | Rumänien               | 0    | 0      | 2     | 2      |
| 8   | Finland                | 0    | 0      | 1     | 1      |
| 8   | Polen                  | 0    | 0      | 1     | 1      |